# Jack Talons-à-Ressort
Jack Talons-à-Ressort (Spring-Heeled Jack) est un personnage du folklore anglais datant de l'époque victorienne. Les récits le décrivent comme un homme mystérieux à l'apparence diabolique qui aurait le pouvoir de faire des sauts extraordinaires : d'où son surnom.
On l'aurait d'abord aperçu en 1837. On l'aurait revu plus tard à travers toute l'Angleterre, de Londres jusqu'à Sheffield et Liverpool, mais il aurait sévi en particulier à Londres. Il aurait agressé des gens et se serait enfui en faisant des sauts de géant dans un éclat de rire sardonique.
Jack Talons-à-Ressort est décrit par ses supposées victimes comme un homme grand et mince, aux traits diaboliques, avec des mains glacées et griffues, des yeux exorbités et étincelants, et une bouche crachant le feu. Selon Jane Aslop, « Son visage était hideux, ses yeux comme des boules de feu, et il crachait des flammes bleues et blanches. Ses mains étaient comme des serres, mais froides comme la glace. Il portait comme un casque très serré sur la tête, et un costume blanc moulant sous sa cape noire. » Les avis sont partagés : pour les uns il s'agit d'un démon, pour les autres d'un extraterrestre ou encore d'un farceur déguisé qui aurait fabriqué des chaussures spéciales lui permettant de rebondir.
Le personnage est devenu un élément de la culture populaire ; il apparaît dans de nombreuses œuvres de fiction où il joue le rôle d'un super-héros.

## Histoire

### Premières apparitions

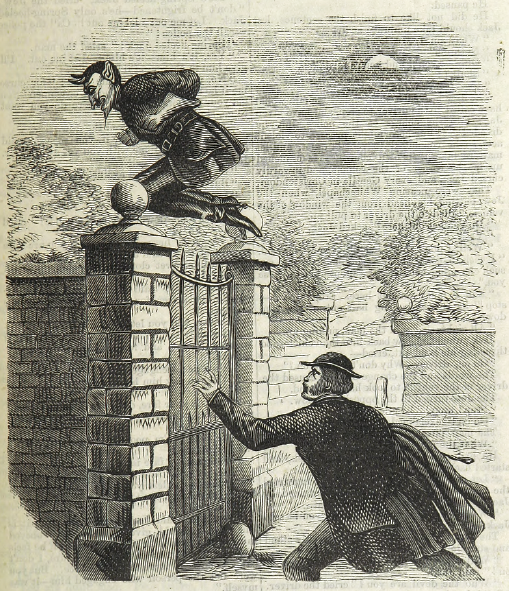
Illustration romancée représentant Jack Talons-à-Ressort sautant un portail.

Les premiers récits relatifs à Jack Talons-à-Ressort ont été faits à Londres en 1837 tandis que la dernière apparition signalée semble avoir été faite à Liverpool en 1903,.
Le premier récit au sujet de Jack provient d'un homme d'affaires qui rentre chez lui un soir après sa journée de travail. Il dit avoir été soudainement choqué en voyant un individu mystérieux sauter sans difficultés les hautes grilles d'un cimetière. Aucune attaque n'est signalée mais la description de l'homme dérange : un individu musclé aux traits diaboliques, des oreilles et un nez larges et pointus et des yeux rougeoyants.
Plus tard, en octobre 1837, une fille nommée Mary Stevens marche sur la colline de Lavender, où elle est employée comme domestique, et revient d'une visite chez ses parents à Battersea. En passant par Clapham Common, selon ses déclarations, un étrange individu lui saute dessus dans une allée sombre. Après l'avoir immobilisée en lui tenant fermement les bras, il commence à baiser son visage, tout en déchirant ses vêtements et en touchant sa peau de ses griffes qui sont, selon sa déposition, « froides et moites comme celles d'un cadavre ». Sous l'effet de la panique, la jeune fille crie, poussant son agresseur à prendre la fuite. Le trouble pousse de nombreux riverains à se lancer dans une chasse à l'homme, mais leurs recherches restent vaines.
Le lendemain, le personnage bondissant semble choisir une victime toute différente, toujours dans le secteur de la maison de Mary Stevens, inaugurant un modus operandi qui se répétera les fois suivantes : il bondit sur le passage d'une voiture, provoquant la perte de contrôle du véhicule par son conducteur, qui produit un accident dans lequel il est sévèrement blessé. Plusieurs témoins affirment qu'il s'échappe en sautant par-dessus un mur de 2,70 mètres et en lançant un rire haut-perché et retentissant.
Peu à peu, les nouvelles au sujet de l'étrange personnage se répandent et bientôt la presse et le public lui donnent un nom : Jack Talons-à-Ressort.

### Reconnaissance officielle

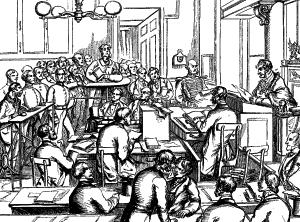
Séance publique à la Mansion House de Londres vers 1840.

Quelques mois après ces premières apparitions, le 9 janvier 1838, sir John Cowan, lord-maire de Londres, révèle en séance publique à la Mansion House avoir reçu quelques jours plus tôt une plainte anonyme, qu'il n'avait pas immédiatement divulguée dans le but d'obtenir des renseignements ultérieurs. L'auteur du courrier, qui avait signé  « Un résident de Peckham », avait écrit ceci :

« Il apparaît que certains individus (comme le croit l'auteur, des plus hauts rangs de la vie) ont fait un pari avec un compagnon malicieux et téméraire, qu'il n'accepterait pas la tâche de visiter plusieurs villages près de Londres sous trois déguisements différents : un fantôme, un ours et un diable ; et, de plus, qu'il n'entrerait pas dans le jardin d'un gentleman dans le but d'alerter les occupants de la maison. Le pari a néanmoins été relevé et accepté et le vilain pusillanime a réussi à priver sept dames de leurs esprits, dont deux ne semblent pas s'en remettre mais au contraire devenir des charges pour leurs familles.
Dans une maison, l'homme a sonné la cloche et comme la domestique venait ouvrir la porte, ce plus que brutal a surgi dans le costume pas moins qu'horrible d'un spectre parfaitement imité. En conséquence, la pauvre fille s'est pâmée en un instant et n'a plus, depuis ce jour, retrouvé ses esprits.
L'affaire s'est poursuivie quelque temps et, étrangement, les journaux sont toujours muets sur le sujet. L'auteur a raison de croire qu'ils ont toute l'histoire au bout de leurs doigts, mais que des intérêts les poussent à garder le silence. »

Malgré le scepticisme du Lord Mayor, un membre du public confirme que « des domestiques de Kensington, de Hammersmith et d'Ealing racontent des histoires épouvantables de ce fantôme ou ce diable. » L'affaire est rapportée dans The Times du 9 janvier et dans d'autres journaux nationaux le lendemain. Le surlendemain, le 11 janvier, le Lord Mayor montre à une foule rassemblée une pile de lettres, venant de plusieurs lieux dans Londres ou aux alentours, de personnes se plaignant de « vilaines farces » du même genre. Le nombre de courriers déversés dans la Mansion House montre combien l'histoire s'est répandue dans tous les faubourgs londoniens. Un des auteurs de ces lettres dit que plusieurs jeunes femmes de Hammersmith ont fait de « dangereuses crises » et que d'autres ont été « gravement blessées par une sorte de griffes que le mécréant portait sur les mains ». Un autre correspondant affirme que, à Stockwell, Brixton, Camberwell et Vauxhall, plusieurs personnes sont mortes de peur et que d'autres ont fait des crises. Dans le même temps, un autre rapporte que le farceur a été vu plusieurs fois à Lewisham et à Blackheath.
Le Lord Mayor est partagé sur l'affaire : il estime que « les plus grandes exagérations » ont été faites et qu'il est pratiquement impossible « que le fantôme puisse réaliser les actions d'un diable sur terre », mais d'un autre côté il croit en l'histoire d'une domestique de Forest Hill qui a été effrayée jusqu'à s'évanouir de l'apparition d'un individu dans une peau d'ours. Il a bon espoir que la ou les personnes impliquées dans cette « exhibition de pantomime » seront attrapées et punies. La police est chargée de se mettre à la poursuite de l'individu et des récompenses sont offertes.
Un rapport de The Brighton Gazette, paru dans l'édition du Times du 14 avril 1838 relate comment un jardinier de Rosehill, dans le Sussex, a été terrifié par une créature de nature inconnue. The Times écrit : « Jack Talons-à-ressorts a semble-t-il trouvé la route de la côte du Sussex ». Le récit a pourtant peu de similitudes avec les autres affaires concernant Jack. L'incident se déroule le 13 avril. Un individu apparaît à un jardinier « sous la forme d'un ours ou d'un autre animal allant à quatre pattes ». Ayant attiré l'attention du jardinier par un grognement, il escalade alors le mur du jardin et le parcourt en courant à quatre pattes, avant de sauter au bas du mur et de mettre en fuite un instant le jardinier. Puis l'apparition escalade à nouveau le mur et disparaît, sous les yeux de la victime terrorisée.

### Les affaires Scales et Alsop

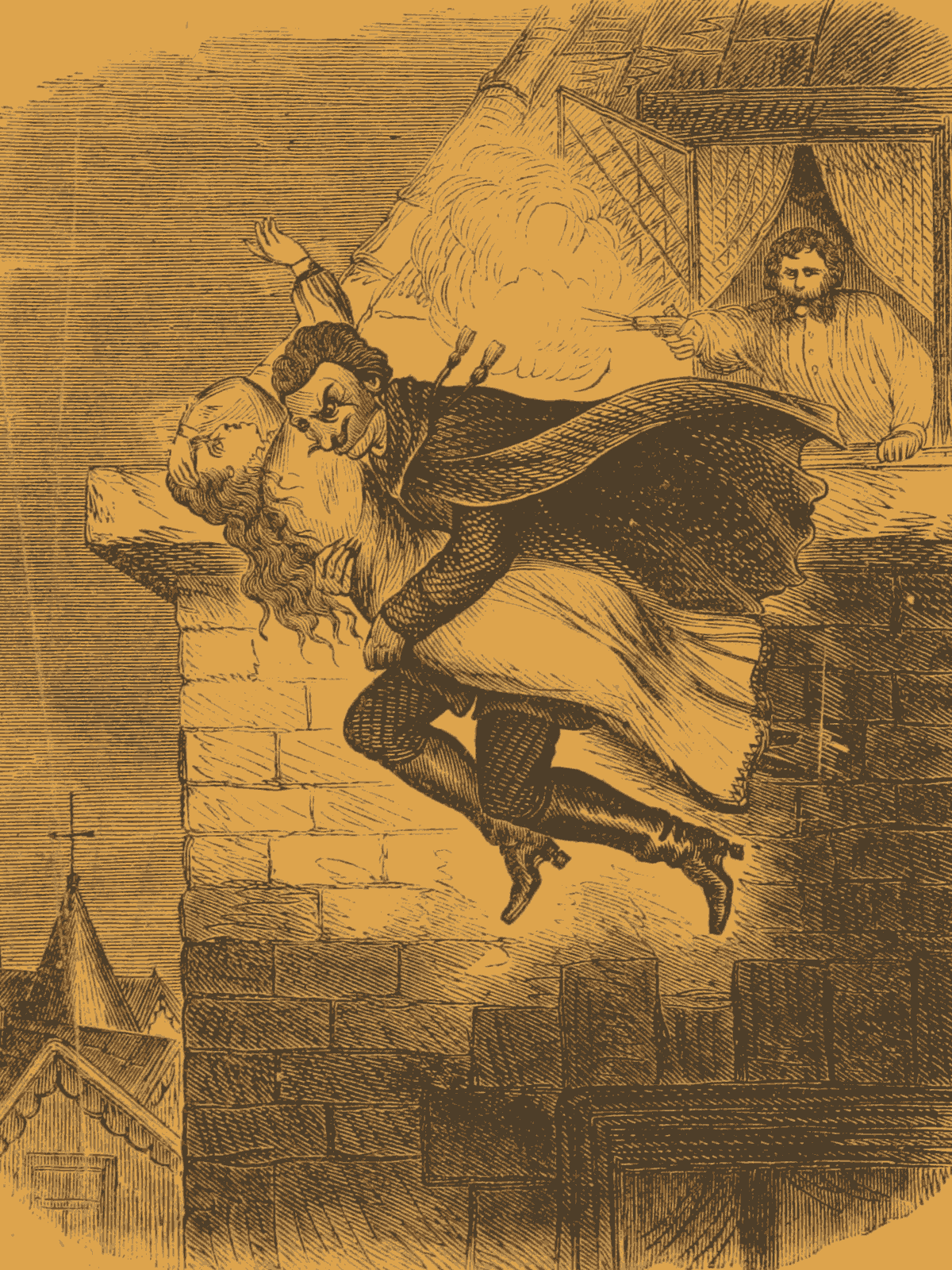
Couverture du feuilleton Spring-heel'd Jack : The Terror of London (1867).

Les affaires les plus connues peut-être, dans lesquelles Jack Talons-à-Ressort serait impliqué, concernent deux agressions contre deux adolescentes, Lucy Scales et Jane Alsop. L'affaire Alsop est largement couverte par les journaux, dont une pièce dans The Times, tandis que celle de Lucy Scales est moins médiatisée. Les témoignages relevés dans la presse en cette circonstance permettent de dresser le profil de Jack Talons-à-Ressort.

#### L'affaire Alsop
Jane Alsop rapporte que, dans la nuit du 19 février, elle répond à la porte de la maison de son père à un homme qui affirme être officier de police, qui lui demande d'apporter de la lumière et lui dit : « Nous avons attrapé Jack Talons-à-Ressort ici dans l'allée. » Jane Alsop avance dans l'allée noire et apporte à la personne une bougie. Elle remarque que l'homme porte une grande cape. Soudain, au moment où elle lui tend la bougie, il jette sa cape et « présente la plus hideuse et la plus effrayante des apparences ». Il vomit par la bouche des flammes bleues et blanches, tandis que ses yeux ressemblent à « des boules de feu rouge ». Mlle Alsop rapporte qu'il porte un grand casque et que ses vêtements, très moulants, ressemblent à de la toile huilée. Sans dire un mot, il se saisit d'elle et commence à lui déchirer la robe avec ses griffes qui, elle en est sûre, sont « d'une substance métallique ». Elle crie à l'aide et parvient à se dégager et court vers la maison. Il la rattrape sur les marches d'entrée et lui enfonce ses griffes sur le cou et les bras, lui infligeant de graves blessures et lui emportant une partie des cheveux. Elle est secourue par une de ses sœurs, après que son agresseur a pris la fuite,.

#### L'affaire Scales
Huit jours après l'agression de Mlle Alsop, le 28 février 1838, Lucy Scales, une jeune femme de 18 ans, rentre chez elle en compagnie de sa sœur après avoir rendu visite à leur frère, un boucher qui habite le quartier respectable de Limehouse. Lucy Scales affirme dans sa déposition qu'elle et sa sœur traversaient Green Dragon Alley lorsqu'elles aperçurent un individu qui se tenait à côté de la sortie de l'allée. Marchant devant sa sœur et, arrivant au niveau de la personne qui portait une grande cape, ce dernier lui envoya au visage « une quantité de flammes bleues » qui la priva de la vue un moment et l'éprouva tant qu'elle tomba instantanément par terre et la saisit de spasmes violents durant plusieurs heures.
Son frère ajoute que le soir en question, il avait entendu les hurlements de sa sœur après que les deux femmes l'eurent quitté. Il courut à Green Dragon Alley et trouva sa sœur Lucy étendue au sol et saisie de spasmes, tandis que son autre sœur tentait de la relever et de lui venir en aide. Il la ramena chez elle et apprit de sa seconde sœur ce qui était arrivé. Elle décrivait l'agresseur comme un homme grand, maigre et d'apparence normale. Il portait une grande cape et une petite lampe semblable à un œil-de-bœuf, comme celles qu'utilise la police. L'homme ne leur avait pas adressé la parole, ni n'avait tendu les bras vers elles, mais s'était enfui subitement. Tous les efforts entrepris pour l'identifier furent inutiles malgré les nombreux interrogatoires menés par la police.

### Naissance de la légende
The Times rapporte l'agression présumée de Jane Alsop le 2 mars 1838 sous le titre : The Late Outrage At Old Ford (« La dernière atrocité à Old Ford »). L'article fait le récit du procès d'un homme, un dénommé Thomas Millbank, qui, immédiatement après la parution de l'article relatant l'agression de Jane Alsop, se vante d'être Jack Talons-à-Ressort. Il est arrêté par l'officier James Lea et jugé au tribunal de Lambeth Street. Millbank possède une grande blouse blanche et un long manteau qu'il avait jetés hors de la maison et on retrouve aussi la lampe dont il s'était débarrassé. Il échappe toutefois à la condamnation lorsque Jane Alsop assure que son agresseur avait soufflé du feu, ce que Millbank avoue être incapable de faire.

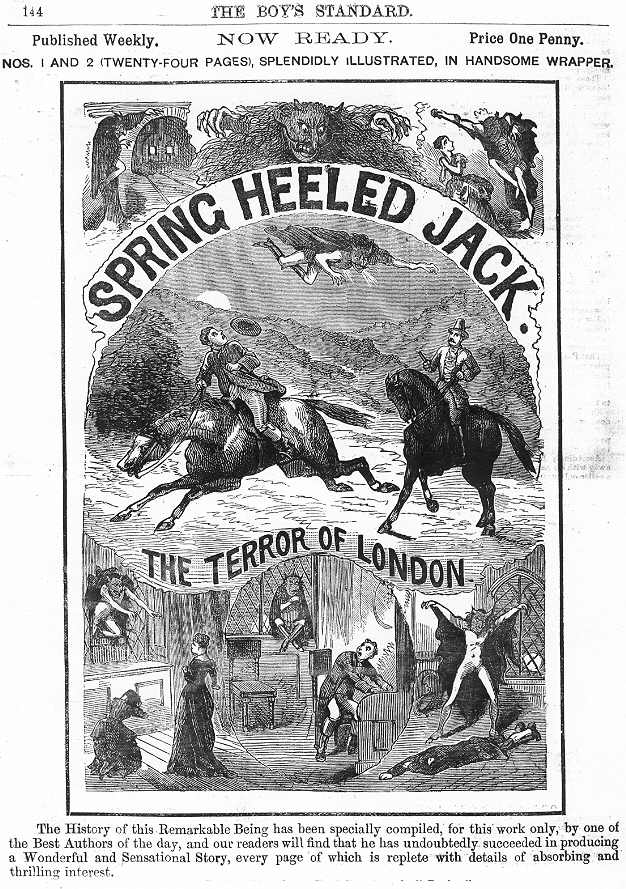
Dessin publié dans la presse en 1886.

Après l'incident, Jack Talons-à-Ressort devient un des personnages les plus populaires de l'époque. Les exploits qui lui sont attribués sont rapportés dans les journaux et deviennent le thème de plusieurs revues bon marché. L'histoire est mise en scène et jouée dans les petits théâtres locaux qui abondent alors dans la capitale anglaise. Dans les représentations de Punch and Judy, spectacle de marionnettes célèbre au Royaume-Uni, dont les deux personnages principaux sont Punch et sa femme Judy, le personnage du diable est rebaptisé « Jack Talons-à-Ressort », comme l'indique Henry Mayhew dans son London Labour and the London Poor :

« Celui-ci est Satan – nous pourrions dire « le diable », mais ce n'est pas exact et les spécialistes n'aiment pas ce terme. On l'appelle communément « Jack Talons-à-Ressort » ou l'« Ours russe » – qui existe depuis la guerre »

— Henry Mayhew, London Labour and the London Poor, p. 52.
Mais, alors que la renommée de Jack Talons-à-Ressort s'étend dans le Royaume-Uni, les témoignages sur ses apparitions se font plus rares. En 1843, pourtant, une vague d'apparitions secoue le pays. Un compte rendu du Northamptonshire le décrit comme l'« image parfaite du diable, avec des cornes et des yeux enflammés ». Dans l'Est-Anglie, on ne compte plus le nombre de conducteurs de mail coachs attaqués. En février 1855, son nom est cité en rapport avec l'affaire des sabots du Diable, dans le Devon.

### Dernières apparitions
Au début des années 1870, on signale Jack Talons-à-Ressort dans plusieurs endroits, souvent fort éloignés les uns des autres. En novembre 1872, News of the World rapporte que le quartier de Peckham est « en état de choc en raison d'un phénomène connu sous le nom de "fantôme de Peckham", un personnage mystérieux, dont l'apparence est plutôt alarmante ». Le journal fait remarquer que ce n'était rien d'autre que « Jack Talons-à-Ressort qui a terrifié la dernière génération ». D'autres récits sont publiés dans The Illustrated Police News. En avril et en mai 1873, on signale plusieurs apparitions du fantôme de Park, à Sheffield, que certains rapprochent de Jack Talons-à-Ressort.

#### À Aldershot

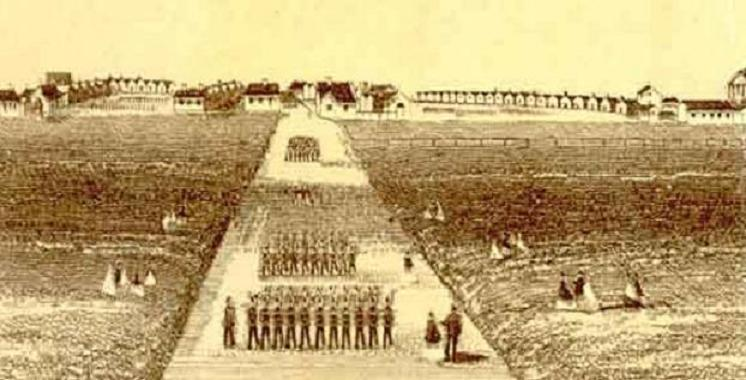
Baraquements d'Aldershot, camp nord, route centrale comme elle se présentait en 1866.

Ces événements sont suivis de nouveaux témoignages d'apparitions. En 1877, un des témoignages les plus spectaculaires concernant Jack Talons-à-Ressort provient d'un groupe de soldats cantonné aux baraquements d'Aldershot (Hampshire). Voici la version alors racontée : une sentinelle postée au camp nord scrutait l'obscurité quand son attention fut attirée par un individu qui traversait la route et s'approchait d'elle en bondissant dans un bruit métallique. Le soldat tenta d'intercepter la créature en se portant à sa hauteur, mais celle-ci disparut dans le noir au bout de quelques instants. Comme le soldat retournait à son poste, l'être étrange réapparut à ses côtés et lui administra plusieurs gifles au visage d'« une main froide comme celle d'un cadavre ». Attirés par les bruits, plusieurs hommes accoururent mais ils affirmèrent que la créature bondit de plus d'un mètre au-dessus de leur tête et atterrit derrière eux. Un des soldats lui tira dessus mais sans résultat autre que de mettre la créature en fureur ; selon certaines sources, les tirs étaient à blanc, comme ceux que l'on utilise pour les tirs de sommation. L'inconnu disparut alors dans l'obscurité environnante.
Dans ses mémoires publiés en 1922, lord Ernest Hamilton évoque l'affaire d'Aldershot et l'associe au nom de Jack Talons-à-Ressort. Néanmoins, il la situe de façon erronée à l'hiver 1879 après que son régiment, les Fusiliers du 60e, est arrivé à Aldershot et que d'autres apparitions semblables ont été observées lorsque le régiment était cantonné à Colchester lors de l'hiver 1878. Il ajoute que la panique fut si grande à Aldershot que les sentinelles s'armaient et avaient reçu l'autorisation de tirer à vue sur « la terreur de la nuit », après quoi les apparitions finirent par disparaître. Selon Hamilton, ces apparitions étaient des farces réalisées par le lieutenant Alfrey.

#### À Lincoln

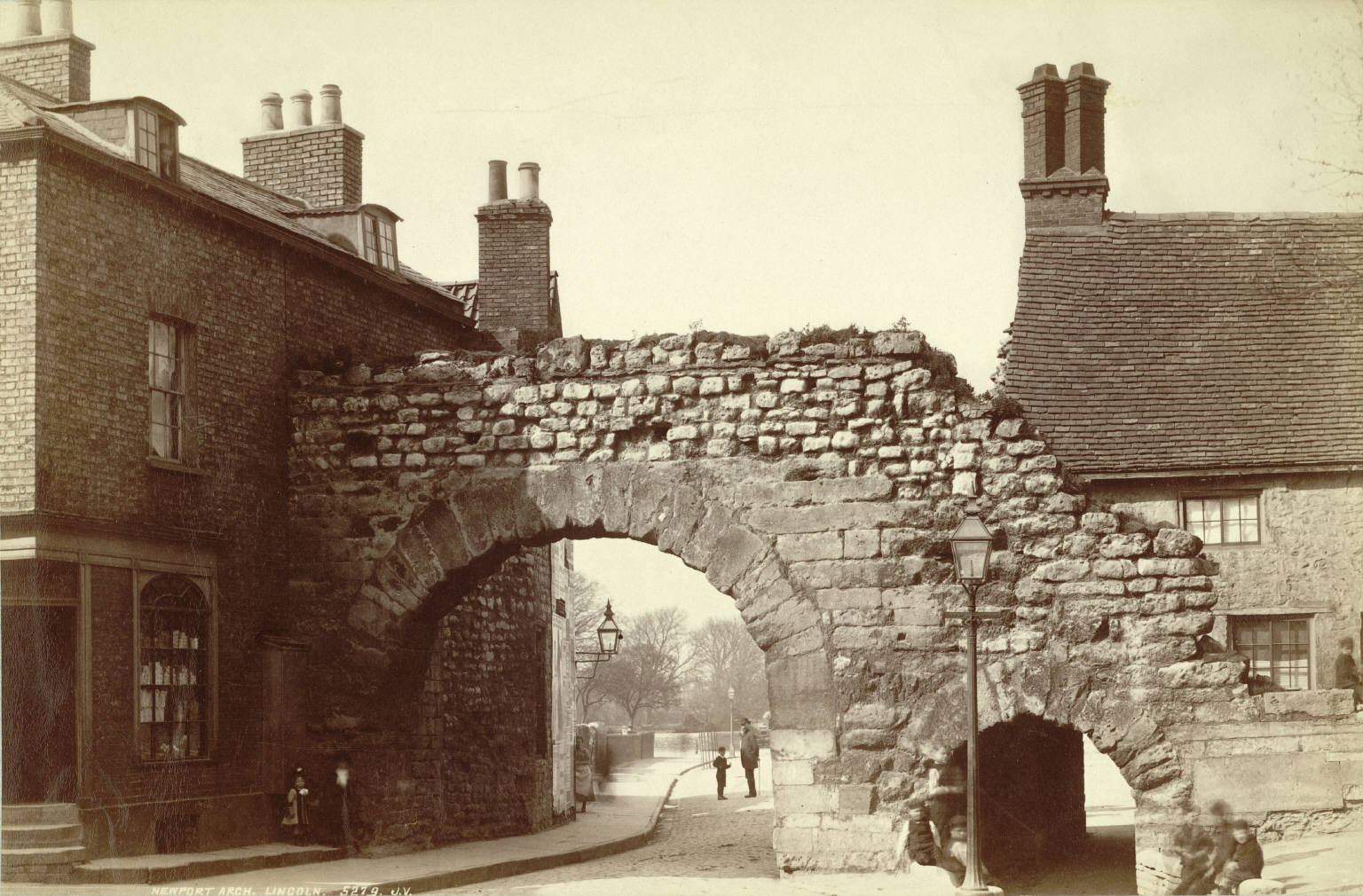
Newport Arch à la fin du XIXe siècle, lieu d'une apparition supposée de Jack Talons-à-Ressort.

À l'automne 1877, Jack Talons-à-Ressort est aperçu à Newport Arch, un monument romain de la ville de Lincoln, vêtu d'une peau de mouton. Une foule en colère l'aurait alors chassé et, acculé à un mur, comme à Aldershot quelque temps plus tôt, on lui aurait tiré dessus sans résultat. On rapporte qu'il aurait alors montré son habileté au saut en réalisant un bond prodigieux lui permettant d'échapper à la foule et de disparaître une fois de plus.

#### À Liverpool
À la fin du XIXe siècle, Jack Talons-à-Ressort est généralement signalé dans l'ouest de l'Angleterre. Vers 1888, dans le district d'Everton (Liverpool), il serait apparu sur le toit de l'église Saint-François-Xavier, dans la rue de Salisbury. En 1904, c'est dans la rue William Henry qu'on l'aperçoit.

#### Jack auXXesiècle

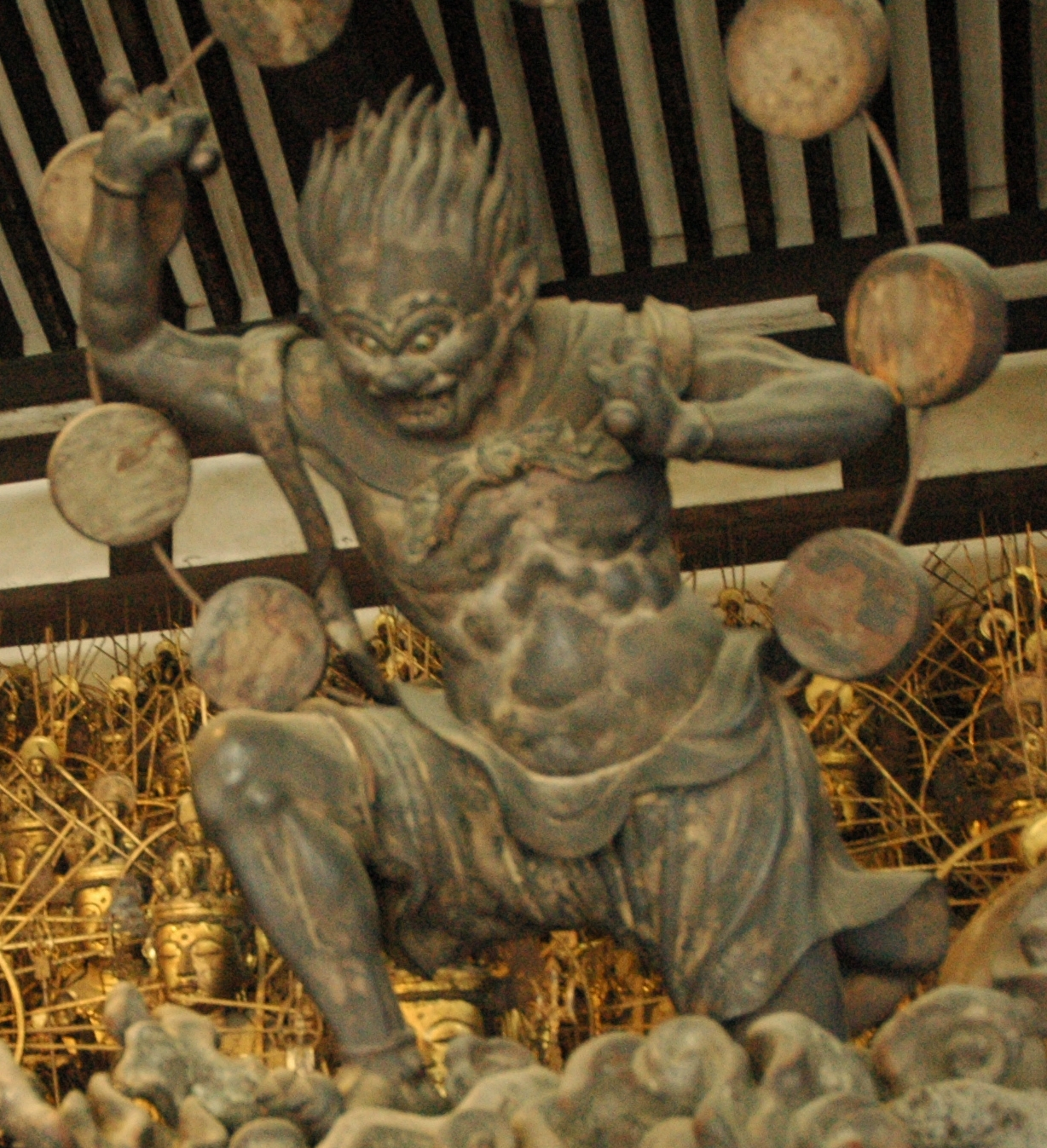
Le dieu japonais Raijin présente des similitudes étonnantes avec Jack Talons-à-Ressort.

De nombreux cas d'apparitions signalés au XXe siècle présentent des caractéristiques similaires aux témoignages précédents. Ainsi, il existe en République tchèque un personnage légendaire du nom de Pérák (appelé aussi l'Homme-Sauteur de Prague), qui sévissait dans la Tchécoslovaquie des années 1939-1945. Comme Jack, il est devenu un héros du folklore et a fait l'objet de bande dessinée où il incarnait un super-héros chassant les nazis. Le réalisateur Jiří Trnka a fait de son histoire un court métrage d'animation, sorti en 1946 sous le titre L'Homme à ressorts et les SS.
Le 18 juin 1953, un individu ressemblant en tout point à Jack Talons-à-Ressort est aperçu sur un pacanier dans la cour d'un immeuble de Houston (États-Unis). Hilda Walker, Judy Meyers et Howard Phillips, témoins de l'apparition, décrivent un homme dans une « cape noire, un pantalon moulant et des bottes trois-quarts », qui portait des « vêtements moulants gris ou noir ».
Dans le South Herefordshire, non loin de la frontière galloise, un commerçant itinérant du nom de Marshall affirma longtemps et jusqu'en 1997 avoir rencontré en 1986 un individu ressemblant à Jack. L'homme faisait des bonds gigantesques, surhumains, et, en passant près de lui, il gifla Marshall. Le témoin décrit un homme vêtu d'une combinaison de ski noire et doté d'un menton très allongé.
Enfin, signalons les similitudes, tant dans l'apparence que dans le comportement – bien que Jack soit plus malicieux que malveillant – avec le dieu japonais du tonnerre, Raijin[réf. nécessaire]. On décrit Raijin comme doté d'une apparence noire, avec des yeux rouges et capable de faire des bonds extraordinaires. À la différence de Jack, toutefois, Raijin est un prédateur, se délectant des nombrils humains.

## Qui est Jack Talons-à-Ressort?
Personne n'a jamais été arrêté ni identifié comme étant Jack Talons-à-Ressort. Le personnage a été l'objet des études de nombreux spécialistes. Parmi ceux-ci, beaucoup émettent des doutes quant au caractère surnaturel de l'individu, tandis que d'autres n'hésitent pas à évoquer des causes paranormales.

### Les sceptiques
Des chercheurs sceptiques ont qualifié les récits relatifs à Jack Talons-à-Ressort de phénomène d'hystérie collective qui ont évolué au point de donner naissance à des récits de croque-mitaines ou de diables, tels qu'il en existe depuis des siècles. Il a toujours existé des légendes urbaines concernant des hommes errant sur les toits et affirmant être poursuivis par le diable

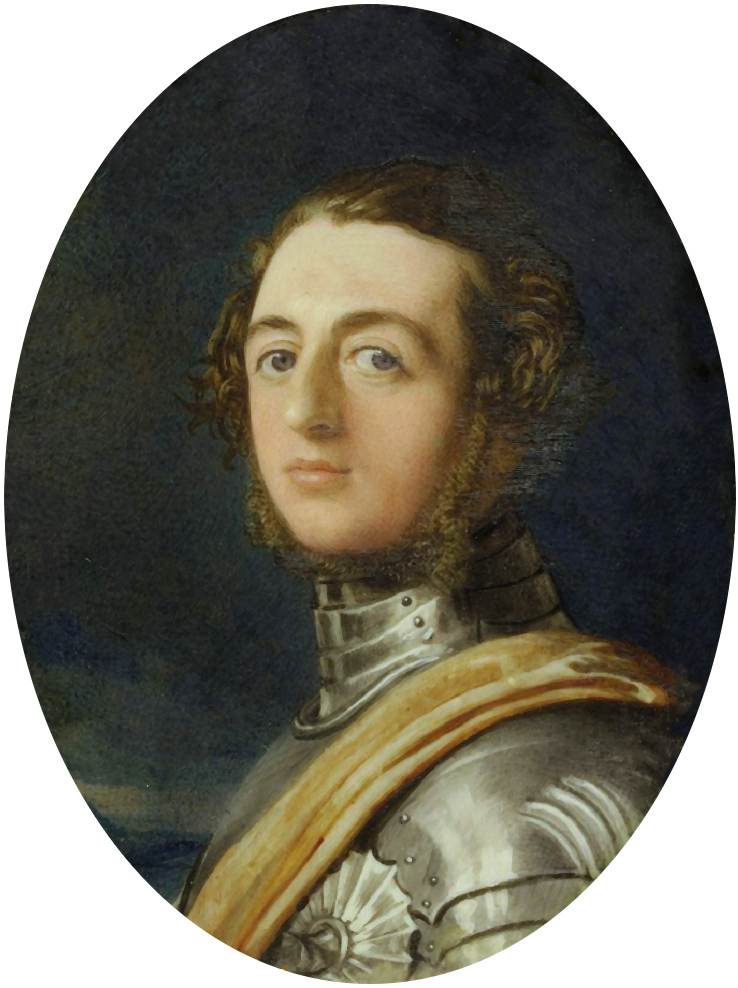
Henry de La Poer Beresford, 3e marquis de Waterford (1840).

D'autres estiment que des individus peuvent se trouver derrière ce genre d'apparitions et que les témoignages suivants ont affaire avec des imitateurs. Au XIXe siècle, Jack Talons-à-Ressort n'est pas considéré comme un personnage surnaturel, mais plutôt comme une ou plusieurs personnes dotées d'un sens de l'humour macabre. Cette idée est conforme à une lettre du Lord Mayor qui accuse un groupe de jeunes aristocrates qui se seraient lancés un pari stupide et irresponsable. Dès 1840, la rumeur populaire met un nom sur le personnage de Jack : il s'agirait d'un aristocrate irlandais, Henry Beresford, marquis de Waterford. Haining suppose que cette accusation repose sur les rapports négatifs entretenus par Beresford avec la police et les femmes.
Le marquis est régulièrement évoqué par la presse à la fin des années 1830. On l'accuse de bagarres d'ivrogne, de plaisanteries violentes et de vandalisme. On prétend qu'il est capable de relever des paris insensés. Ce comportement lunatique et son mépris des femmes contribuent ses contemporains à le désigner sous l'expression de « marquis fou ». De plus, sa présence à Londres est attestée à l'époque des premières apparitions de Jack. En 1880, Ebenezer Cobham Brewer l'accuse d'être Jack. Il écrit que le marquis « avait pour habitude de sauter par surprise sur les voyageurs, de les effrayer et, de temps en temps, certains suivaient son exemple stupide, ». En 1842, le marquis se marie et s'établit à Curraghmore House, dans le comté de Waterford, où il se range de sa vie excentrique. Il finit par mourir d'une chute de cheval en 1859. Le personnage de Jack Talons-à-Ressort restant en activité pendant plusieurs décennies après, il est alors envisageable d'arriver à la même conclusion que Brewer.
Des enquêteurs sceptiques affirment que l'histoire de Jack Talons-à-Ressort a été exagérée et altérée par un phénomène d'hystérie collective, processus décrit par de nombreuses études. Ce phénomène est constitué de rumeurs, de superstitions, de traditions orales, de presse à sensation, ainsi que d'un folklore local riche en contes de fées et en étranges créatures polissonnes. Les caractéristiques du personnage ont provoqué une vive impression auprès du public britannique : sa capacité à jeter du feu et à faire des bonds prodigieux, son extraordinaire habileté à échapper à toute arrestation marquent l'esprit des superstitieux. D'autant que le temps ne semble pas avoir d'effet sur le personnage qui continue de bondir des décennies entières. Ces raisons expliquent la formation d'une légende urbaine qui alimente la perception populaire du phénomène.

### Les partisans du paranormal
De nombreuses explications faisant appel au paranormal ont été avancées pour expliquer l'origine de Jack Talons-à-Ressort. On a notamment proposé une origine extraterrestre au personnage, qui n'a pas une apparence totalement humaine (des yeux rétro-réfléchissants rouges ou une haleine phosphorée par exemple). Son agilité surhumaine évoque un être venant d'une planète à forte gravité et peut expliquer sa capacité à réaliser de tels bonds et son attitude générale. L'autre hypothèse est que Jack est un démon, envoyé délibérément ou accidentellement sur la terre par des adeptes de l'occultisme ou auto-créé pour provoquer un désarroi spirituel sur terre.